# Tant que je serai noire
Tant que je serai noire est une autobiographie de l'auteure afro-américaine Maya Angelou. Cette édition de 2008 est la traduction, par Lori Saint-Martin et Paul Gagné, de l’œuvre originale The Heart of A Woman (1981). Il s'agit du quatrième des sept textes autobiographiques de l'auteure. 
Tant que je serai noire reprend les événements de sa vie qui se sont déroulés entre 1957 et 1962, et suit son parcours en Californie, à New York, au Caire ainsi qu'au Ghana, alors qu'elle élève son enfant, publie en tant qu'auteure, s'engage dans le Mouvement afro-américain des droits civiques et vit une histoire avec un Sud-Africain engagé pour les libertés civiques.